# Brasovsky (huyện)
Huyện Brasovsky (tiếng Nga: ? райо́н) là một huyện hành chính tự quản (raion), của Tỉnh Bryansk, Nga. Huyện có diện tích 1199 km². Trung tâm của huyện đóng ở Lokot.